# Adrienne Kennedy
Pour les articles homonymes, voir Kennedy.
Adrienne Kennedy, née le 13 septembre 1931 à Pittsburgh (Pennsylvanie), est une dramaturge de l'avant garde théâtrale et essayiste afro-américaine.

## Biographie
Adrienne Lita Hawking Kennedy est la fille de Cornell Wallace Hawking, un administrateur de la Young Men's Christian Association (YMCA) et de Etta Haugabook Hawking, une enseignante. Ses deux parents étaient des militants de la National Association for the Advancement of Colored People (NAACP). En 1935, sa famille emménage dans la banlieue de Cleveland  dans l'Ohio. Après ses études primaires, à Cleveland, Adrienne suit des études secondaires à la High School de Glenville. Ses études secondaires achevées, elle entre à l'université d'état de l'Ohio en 1949, où elle souffrira pour la première fois du racisme ambiant. Elle obtient son Bachelor of Arts en 1953, à la même année, son mari est enrôlé pour participer à la Guerre de Corée.   
En 1964 , sa première pièce de théâtre Funnyhouse of a Negro (en), est montée au East End Theater de New York.    
En 1965, The Owl Answers (en), est montée au White Barn Theatre (en) de Norwalk dans le Connecticut.    
En 1968, elle se retrouvera à Londres pour écrire et monter la pièce The Lennon Play: In His Own Write basée sur les livres In His Own Write et A Spaniard in the Works du beatle John Lennon. Quarante ans plus tard, elle présentera la pièce Mom, How Did You Meet the Beatles?, écrite en collaboration avec son fils Adam, qui y décrit son expérience.
En 1969, sa pièce A Rat's Mass (en) est montée au La MaMa Experimental Theatre Club à Manhattan.    
Adrienne Kennedy est une des figures du Black Arts Movement,.   

### Vie privée
En 1953, Adrienne Kennedy se marie avec Joseph C. Kennedy. Le couple a un fils : Adam P. Kennedy. Il divorce treize ans plus tard.

## Archives
Les manuscrits d’Adrienne Kennedy sont déposés au Harry Ransom Humanities Research Center de l'université du Texas à Austin.  

## Œuvres (sélection)

### Théâtre
- Funnyhouse of a Negro, éd. Samuel French, Inc., 1964, rééd. 2011
- The Owl Answers, éd. Samuel French, Inc., 1965
- A Rat's Mass, éd. University of Minnesota Press, 1966, rééd.1988
- The Lennon Play: In His Own Write, co-écrit avec Victor Spinetti. Adaptation de textes de John Lennon, éd. Simon And Schuster, 1968
- Alexander Plays, éd. University of Minnesota Press, 1992
- Ohio State Murders, éd. University of Minnesota Press, 1992
- Sleep Deprivation Chamber, co-écrit avec Adam P. Kennedy, éd.Theatre Communications Group, 1996
- Mom, How Did You Meet the Beatles ?, co-écrit avec Adam P. Kennedy, éd. Samuel French, Inc. 2006, rééd. 2010

### Essais
- People Who Led to My Plays, éd. Theatre Communications Group, éd.1987, rééd. 1996
- Adrienne Kennedy in One Act, éd. University of Minnesota Press, 1988
- Deadly Triplets: A Theatre Mystery and Journal, éd. University of Minnesota Press, 1990
- Adrienne Kennedy Reader, éd. University of Minnesota Press, 2001
- A Lesson in Dead Language, éd. Alexander Street Press, L.L.C, 2014